# 低氧化硼
低氧化硼 (化学式 B6O) 是一种固体化合物。每一个正二十面体由十二个硼原子而成。两个氧原子沿[111]菱面体方向位于空隙中。由于B6O的原子间键合长度短且具有很强的共价特性，因此显示出一系列出色的物理和化学特性，例如高硬度（接近二硼化铼和氮化硼），低质量密度，高导热率，高化学惰性和出色的耐磨性。

## 制备
B6O可以通过用硼或其他还原剂还原B2O3而成。
B2O3+16 B->3 B6O